# Giovanni Caravelli
Giovanni Caravelli (Frisa, 18 marzo 1961) è un generale e prefetto italiano, dal 16 maggio 2020 direttore dell'Agenzia Informazioni e Sicurezza Esterna.

## Biografia
Nasce a Frisa il 18 marzo 1961. Dopo aver completato il liceo classico, intraprende la carriera militare nel 1979, entrando all'Accademia Militare di Modena come parte del 161º Corso "Esempio".
Tra il 1984 e il 1992, ha prestato servizio presso il 4º Reggimento artiglieria contraerei "Peschiera" a Mantova, dove ha ricoperto incarichi come vicecomandante e Comandante di unità missilistiche HAWK. Successivamente, dal 1993 al 1998, ha lavorato presso lo Stato Maggiore dell'Esercito, inizialmente nel Reparto SIOS e in seguito presso l'Ufficio del Capo di Stato Maggiore dell’Esercito.
Nel 1998, ha comandato il 1º Gruppo del 4º Reggimento artiglieria contraerei "Peschiera" a Cremona, partecipando anche all'Operazione NATO "Allied Force" per la crisi del Kosovo tra il 1998 e il 1999. Ha continuato la sua carriera con incarichi presso il SISMI e come Comandante della Brigata Informazioni, Ricognizione e Guerra Elettronica dell'Esercito ad Anzio tra il 2008 e il 2010.
Inoltre, ha servito come Consigliere Militare del Rappresentante Speciale del Segretario Generale dell'ONU in Afghanistan e Capo dell'Unità dei Consiglieri Militari di UNAMA, tra il 2010 e il 2011. Nel 2011, è stato assegnato al VI Reparto dello Stato Maggiore della Difesa e ha ricoperto il ruolo di Vice Capo Reparto fino al 2013. Dal 2013 all'agosto 2014, è stato Capo del II Reparto Informazioni e Sicurezza dello Stato Maggiore della Difesa.
A partire dal 25 agosto 2014, ha assunto la posizione di Vice Direttore dell'Agenzia Informazioni e Sicurezza Esterna (AISE) con delega all’esercizio delle funzioni vicarie, di cui dal 16 maggio 2020, è diventato Direttore.
Il 17 settembre 2024 è stato nominato prefetto, mantenendo l'incarico fuori ruolo presso l'AISE.